# Josip Seissel
Josip Seissel (Krapina, 10. siječnja 1904. – Zagreb, 19. veljače 1987.) je bio hrvatski slikar, urbanist i arhitekt.

## Životopis
Josip Seissel (pseudonim Jo Klek) rodio se u Krapini kao drugo dijete civilnog mjernika Rudolfa Seissela i majke Terezije. Djetinjstvo je proveo u rodnom mjestu gdje je završio osnovnu školu, a onda i četiri razreda gimnazije. Dvije godine nakon očeve smrti, 1919. godine porodica se seli u Zagreb radi daljnjeg školovanja braće Josipa i (starijeg) Stjepana. 1923. godine izbačen je iz zagrebačke gimnazije. Godinu dana kasnije maturirao je u Beogradu, potom se vratio u Zagreb i upisao Tehnički fakultet. Po završetku studija (1929. godine) zapošljava se na Odsjeku za regulaciju grada Gradske Općine Zagreba gdje ostaje deset godina. U Čakovcu se 1932. godine ženi sa Silvanom Plavšić. Uoči Drugog svjetskog rata zapošljava se u Obrtnoj školi u Zagrebu. Tijekom rata optužen je za suradnju s partizanima i NOB-om i zbog toga izbačen iz Obrtne škole. 1944. godine smješten je u bolnicu (za duševne bolesnike) kod dr. Vranešića a potom u umobolnicu kraj Božjakovine. Odavde bježi pred ustašama u Čazmu, pa u Topusko u Povjereništvo tehničkih radova ZAVNOHa. Po završetku rata, 1945. godine seli sa suprugom u Šibenik gdje mu je povjereno rukovođenje Urbanističkim seminarom ZAVNOH-a. Iste godine vraća se u Zagreb i zapošljava u Zemaljsko-građevinskom projektnom zavodu Hrvatske. Od 1947. do umirovljenja 1965. radi kao izvanredni profesor, a od 1958. kao redovni profesor za urbanizam Arhitektonskog fakulteta u Zagrebu.

### Stvaralačko razdoblje 1918. – 1924.
U najranijem razdoblju umjetničkog rada Seissel se zanima za glazbu, kazalište, kabare i likovni život Zagreba, napose za autore konstruktivističke i kubističke orijentacije (Vilko Gecan, Vladimir Varlaj, Sava Šumanović, Marijan Trepše, Milivoj Uzelac), zatim za ekspresioniste (Josip Račić, Miroslav Kraljević, Milan Steiner) i za simboliste (Bela Csikos Sessia, Mirko Rački i Ljubo Babić). U Krapini s grupom prijatelja radi na kazališnoj predstavi Nora Henrika Ibsena kao scenograf. U predstavi Seissel izražava svoj bunt protiv malograđanštine. Iako nije nikad izvedena, Seissel stječe značajno mladenačko praktično iskustvo nakon razdoblja promatranja kazališta iz perspektive gledatelja. I prije ove predstave je za vrijeme boravka kod ujaka u Opeki kraj Vinice, ljeti 1919. priredio kazališnu predstavu za obitelj i rodbinu. U tom vremenu nastaju njegovi ekspresionistički radovi: Autoportret, Radnički stan, Arboretum dvorca Opeka. Treću kazališnu predstavu radi u Zagrebu s grupom kolega (Dragutinom Herjanićem, Vladom Pilarom, Zvonimirom Meglerom, Dušanom i Čedomirom Plavšić, Milošem Somborskim, Višnjom Kranjčević i Mihom Šenom) okupljenim pod nazivom Traveleri. U predstavi koriste Seisselove tekstove, tekstove iz avangardnog časopisa Zenit i tekst futuriste Filippa Tommasa Marinettija Oni će doći. Scenografiju za predstavu Seissel radi od raznobojnih trokutastih ploha od papira vezanih konopčićem, kostimi su od kartonskog papira, na pozornici se pojavljuje i magarac. Traveleri predstavom žele provocirati i šokirati publiku (u kojoj sjede i njihovi profesori), no na kraju ostaju sami šokirani jer im se «preporučuje» da školovanje nastave negdje drugdje. I tako se Seissel obreo u Beogradu. Nakon ove predstave Seissel započinje sa serijom kolaža za Zenit. Nastaje PAFAMA, po mišljenju mnogih kritičara, remek djelo Seisselovog konstruktivizma i prva apstraktna slika u jugoistočnoj Europi.

### Stvaralačko razdoblje 1924. – 1945.
Ovo razdoblje Seisselovog života obilježeno je najprije studijem arhitekture tijekom kojeg upoznaje europsku arhitektonsku baštinu te raskidom za zenitizmom. Započinje njegova dugogodišnja suradnja s Josipom Pičmanom i Milošem Somborskim. Nastaju njegovi nacrti opće i parcijalne urbanističke regulacije Zagreba posebice za Trg kralja Petra Krešimira (nekoć Lenjinov trg)], radničkih naselja u Volovčici, Sveticama i Trnju, kvart villa na obroncima Zagrebačke gore. Od 1929. do 1932. s Pičmanom radi idejni projekt za izgradnju Zakladnog trga (ugao Trga bana Jelačića, Ilice i Gajeve ulice) u Zagrebu. Tridesetih godina 20. stoljeća pod velikim je utjecajem Augusta Cesarca, zagrebačkih ljevičara i onih oko Grupe Zemlja. 1930. godine pod vodstvom Stjepana Hribara, a u tijesnoj suradnji s Vladom Antolićem radi na Generalnoj regulaciji plana Zagreba koji je postao osnova za poslijeratne urbanističke planove Zagreba. Sa svojim arhitektonskim radovima sudjeluje na brojnim izložbama u Jugoslaviji. Druži se s Gjurom Szabom, Otonom Postružnikom,  Augustom Cesarcem i njegovim bratom, matematičarom Rudolfom. Tijekom 1936. i 1937. godine uz arhitektonski posao u Gradskoj općini Zagreba posvećen je natječajnom projektu Jugoslovenskog paviljona za Svjetsku izložbu Exposition universelle u Parizu 1937. godine s kojim dobiva Prvu kao izvedbenu nagradu. U Parizu su veliki prinos unutrašnjem uređenju paviljona dali profesori Državne obrtničke škole: Đuka Kavurić, Edo Kovačević i Ernest Tomašević. Jugoslovenski paviljon dobio je na izložbi Grand prix, a Seissel Zlatnu medalju za uređenje okolnog prostora. Po završetku izložbe putuje sa suprugom Silvanom Francuskom, Italijom, Nizozemskom, Belgijom. Najteže razdoblje za Seissela započelo je i trajalo od početka i tijekom Drugog svjetskog rata kada je mučen, smještavan u umobolnice. U rujnu 1942. smijenjen je s položaja direktora Obrtne škole, a u travnju 1944. uhićen. Krajem kolovoza iste godine bježi u partizane.

### Stvaralačko razdoblje 1945. – 1987.
Od 1945. godine Seissel se najviše bavi urbanizmom. Mnoga su mjesta u ratu porušena i devastirana pa Seissel radi na njihovoj obnovi, izrađuje projekte, planove i studije za spomenička mjesta (groblja, spomen-parkove) i za taj rad dobiva brojne nagrade. Nakon rata započinje njegovo prijateljstvo s arhitektom, pjesnikom, novinarom Josipom Depolom i arhitektom Božidarom Tušekom. Uređuje časopis Arhitektura i urbanizam od 1947. do 1951. godine. Član je redakcije časopisa Urbanizam koji je izlazio u Beogradu. Jugoslavenska akademija znanosti i umjetnosti prima ga u svoje članstvo 1950. godine. Tri godine je predsjednik Društva arhitekata Hrvatske (1948. – 1950.) Bio je predsjednik Urbanističkog društva NR Hrvatske,  kasnije Urbanističkog društva SR Hrvatske, a od 1960. godine do 1964. godine član Glavnog odbora Saveza urbanista Jugoslavije. Aktivan je i u međunarodnom strukovnom udruženju arhitekata (International Union of Arhitects). U tom razdoblju nastaju njegova urbanistička rješenja za Lječilište Topusko, Čakovec, Osijek, Zadar, za Sveučilišni grad u zagrebačkoj Dubravi i mnoge druge u ostalim dijelovima Jugoslavije. S odlaskom u mirovinu njegov društveni, stručni, predavački i slikarski rad ne prestaje. Putuje svijetom, posjećuje Grčku, Njemačku, Japan pa ponovo Italiju i Francusku. U mirovini se može potpuno predati svojoj slikarskoj i crtalačkoj strasti. I u tom razdoblju stižu mu nagrade i priznanja: 1976. mu Savjet za naučni rad SR Hrvatske izražava priznanje, dodjeljuje zvanje znanstvenog savjetnika i uvodi ga u Registar znanstvenih radnika. U Zagrebu mu se 1978. godine postavlja prva samostalna slikarska izložba u Galeriji Nova, 1982. druga – s radovima u pastelu u Studiju galerije Forum, a 1985. i treća izložba u Društvu arhitekata Zagreba. Osim ovih priređene su i brojne druge skupne izložbe na kojima su zastupljeni i Seisselovi radovi.

## Značajnija ostvarenja
Urbanistički projekti i planovi (odabir)
- Plan za obnovu sela Bilice (sa: D. Boltar i B. Milić), Regulatorna osnova Čakovca, 1945.
- Urbanistički plan Pionirskog grada, Zagreb, 1947.
- Sveučilišni (Studentski grad) u Dubravi, Zagreb (sa: D. Boltar i B. Milić), 1951.
- Urbanistički plan za Nikšić (sa: D. Boltar, B. Milić, i M. Kollenz), 1956. – 1958.
- Programsko-orijentacijski plan Nina, 1957.
- Idejna i direktna osnova Novog Šavnika (sa: D. Boltar i M. Kollenz), 1958.
- Rekreativno područke Plivskog jezera (sa: S. Seissel i A. Marinović-Uzelac); Regionalni plan za turističku izgradnju područja Šibenika; Regionalni plan za turističku izgradnju područja Makarske, 1960/61.
- Regionalni plan za turističku izgradnju područja Mljeta, 1962. – 1964.

Urbanistički projekti i parkovne arhitekture (odabir)
- Osnova groblja Miroševac, Zagreb (sa: S. Seissel), 1949.
- Uređenje perivoja Maksimir, Zagreb (sa: C. Jeglić i S. Seissel), 1952.
- Spomenik pobjede naroda Slavonije u Kamenskom (sa: S. Seissel i V. Bakić); Uređenje spomen područja Kamensko (sa: S. Seissel i V. Bakić), 1960. – 1964.
- Novo centralno groblje u Novom Sadu (sa: S. Seissel i M. Kollenz), 1962. – 1964.
- Spomen područje Dotršćina, Zagreb (sa: S. Seissel, A. Rotkvić i V. Bakić), 1963. – 1964., 1984.
- Spomen područje strijeljanih 1941. godine, Kragujevac (sa: S. Seissel i V. Bakić), 1976. – 1981.

Nagrađeni natječajni radovi (odabir)
- Glavni kolodvor u Ljubljani, 1. nagrada (sa: J. Pičman); Crkva Sv. Ćirila i Metoda na Sušaku, otkup (sa: J. Pičman), 1931.
- Hrvatski planinarski dom na Sljemenu, 3. nagrada (sa: J. Pičman), 1933/34.
- Natječaj za regulaciju Novog trga u Sarajevu, 1. nagrada (sa: J. Pičman), 1934.
- Jugoslavenski paviljon na izložbi Exsposition universelle, Pariz, 2. nagrada u prvom krugu, 1. nagrada i izvedba na užem natječaju, 1937.

Izložbe (odabir)
- Prva međunarodna izložba zenitizma, Beograd, 1924. (nastupa pod pseudonimom Jo Klek)
- Prima expozitie internationala contimporanul, Bukurešt, 1924.
- Izložba revolucionarne umjetnosti, Moskva, 1926.
- Samostalna izložba projekta Zakladnog bloka, Zagreb (sa: J. Pičman), 1932.
- Četvrta izložba grupe „Zemlja“ (s „Radnom grupom Zagreb“ – prikaz stambenih prilika na periferiji Zagreba), Umjetnički paviljon, Zagreb, 1932.
- Izložba IV. Kongresa udruženja CIAM, Atena (s „Radnom grupom Zagreb“ – prikaz urbanističkih problema Zagreba),1933.
- Međunarodna izložba arhitekata u Rabatu, 1951.
- Nadrealizam i hrvatska likovna umjetnost, Umjetnički paviljon, Zagreb, 1972.